# Chalmers Johnson
 (mars 2015).
Améliorez-le ou discutez des points à vérifier. 
Œuvres principales
- Peasant Nationalism and Communist Power
- MITI and the Japanese Miracle
- Blowback
- The Sorrows of Empire
- Nemesis: The Last Days of the American Republic

Chalmers Ashby Johnson, né le 6 août 1931 à Phoenix (Arizona) et mort le 20 novembre 2010 à Cardiff-by-the-Sea (Encinitas, Californie), est un écrivain américain, professeur émérite de l'Université de Californie à San Diego.
Il a servi pendant la guerre de Corée, a été consultant de la CIA de 1967 à 1973, et a présidé le Center for Chinese Studies à l'Université de Californie à Berkeley de 1967 à 1972. Il a également été Président et cofondateur avec Steven Clemons du Japan Policy Research Institute (Université de Californie à San Francisco), une organisation destinée à l'information du public sur le Japon et l'Asie.
Il a écrit de nombreux livres dont trois examens sur les conséquences de l'Empire américain.
Après avoir pris une part active à la guerre froide, ses craintes pour les États-Unis changèrent de nature après sa fin. Il déclara ainsi qu'« Une nation peut être deux choses, une démocratie ou un empire, mais elle ne peut pas être les deux à la fois. Si elle adhère à l'impérialisme ; tout comme l'ancienne République romaine, qui a tellement inspiré notre système, elle perdra sa démocratie, qui sera remplacée par une dictature ».

## Biographie
Johnson est né en 1931 à Phoenix (Arizona). Il a obtenu sa licence en économie en 1953, son master en 1957 et son doctorat en Science politique en 1961. Deux de ses diplômes d'études supérieures venaient de l'Université de Californie à Berkeley.
Johnson a rencontré sa femme Sheila, assistante à Berkeley, en 1956 et ils se sont mariés à Reno (Nevada) en mai 1957. Pendant la guerre de Corée, Johnson a servi comme officier de marine au Japon.
Il était responsable de la communication sur un bateau LST-883 chargé du transport des prisonniers de guerre chinois de la Corée du Sud vers les ports de la Corée du Nord.
Il a enseigné les sciences politiques à l'université de Californie de 1962 jusqu'à sa retraite en 1992. Au début de sa carrière, Il était surtout connu pour ses études sur la Chine et le Japon. Avec son livre sur le nationalisme paysan, il a fixé le cadre pour 10 à 15 ans de recherche en sciences humaines sur la Chine. Son livre Miti and the Japanese Miracle, sur le Ministère du Commerce International et de l'Industrie japonais, constitue une étude de première importance sur le développement du pays, qui a pour ainsi dire créé le sous-domaine d'étude de ce que l'on pourrait appeler l'économie politique du développement.
En tant qu'intellectuel, il a d'abord été à l'avant-garde des « révisionnistes japonais » qui ont critiqué le néolibéralisme américain en prenant le Japon comme modèle ; leurs arguments ont perdu de l'influence lorsque l'économie japonaise s'est mise à stagner à partir du milieu des années 1990. Pendant cette période, Johnson a travaillé comme consultant pour le National Intelligence Estimate, qui fait partie de la CIA « Agence centrale de renseignement », contribuant à l'analyse de la Chine et du maoïsme. (en)
Johnson a été nommé membre de l'Académie américaine des arts et des sciences en 1976. Il a été directeur du Centre d'études chinoises (1967-1972) et président du département de sciences politiques à Berkeley et a occupé un certain nombre de postes universitaires en études régionales. Il croyait fortement qu'une formation au langage et à l'histoire était de la plus grande importance pour pouvoir mener à bien des recherches sérieuses.
Vers la fin de sa carrière il se fit connaître pour sa critique de la « théorie du choix rationnel », particulièrement en ce qui concerne l'étude de la politique et de la politique économique du Japon. C'est, peut-être, pour sa critique sans réserve de l'impérialisme américain que Johnson est le plus connu aujourd'hui. Il a reçu un prix pour son livre Blowback (2000) de la Before Columbus Foundation, qui a été réédité en 2004 dans une version révisée.
Sorrows of Empire, publié en 2004, a mis à jour les témoignages et les arguments de Blowback dans le contexte de l'après 11 septembre 2001, et Nemesis conclut la trilogie.
Johnson a joué le rôle d'un expert dans le film Why We Fight réalisé par Eugene Jarecki qui a été nommé au Festival du film de Sundance et a reçu le Grand Jury Prize 2005.
Par le passé, il a également écrit pour le Los Angeles Times, le London Review of Books, le Harper's Magazine et The Nation.

### Décès
Le 20 novembre 2010, Chalmers Johnson meurt à la suite d'une longue maladie, la polyarthrite rhumatoïde, à son domicile de Cardiff-by-the-Sea.

## Œuvres

### La sérieBlowback
Johnson pensait que l'imposition de l'hégémonie américaine dans le monde constituait une nouvelle forme d'empire global.
Alors que les empires traditionnels maintenaient un contrôle sur les peuples soumis par la colonisation, les États-Unis ont développé depuis la Seconde Guerre mondiale un vaste système comprenant des centaines de bases militaires à travers le monde dans les lieux où ils ont des intérêts stratégiques.
En tant que participant de longue date à la Guerre froide, il a applaudi à la dislocation de l'URSS : « J'étais impliqué dans cette guerre. Il n'y a aucun doute là-dessus. Pour moi l'Union Soviétique était une réelle menace. Et je le pense toujours ».
En même temps, il a eu une prise de conscience politique après la dislocation de l'URSS, observant qu'au lieu de démobiliser leurs forces armées, les États-Unis ont accru leur recours à la force militaire pour résoudre les problèmes, tant économiques que politiques.
Selon lui, ce militarisme (qu'il ne faut pas confondre avec la défense réelle de la nation) a pour résultat plus de terrorisme contre les États-Unis et leurs alliés, la perte des valeurs fondamentales démocratiques sur le plan national et, au bout du compte, un désastre pour l'économie américaine.
Parmi les quatre livres qu'il a écrit sur ce sujet, les trois premiers sont appelés The Blowback Trilogy :
- Blowback : The Costs and Consequences of American Empire

Chalmers Johnson résume brièvement l'intention de Blowback dans le dernier chapitre de Nemesis :
« Dans Blowback, j'explique la raison pour laquelle nous sommes détestés dans le monde. Le concept de Blowback n'a pas pour seule signification les représailles contre ce que notre gouvernement a fait à des pays étrangers. Il se réfère aussi aux représailles contre les nombreuses opérations illégales que nous avons effectué à l'étranger à l'insu complet du public américain. Cela a pour conséquence que lorsque les représailles ont lieu, comme cela fut le cas le 11 septembre 2001, le public américain est incapable de remettre les événements dans leur contexte. Ceci le pousse à soutenir les actions contre les auteurs de ces actes, préparant ainsi le terrain pour un nouveau cycle de « blowback ». Dans le premier livre de cette trilogie, j'essaie de donner quelques détails sur le contexte historique pour aider à la compréhension des dilemmes auxquels nous faisons face aujourd'hui, bien que je me sois davantage concentré sur l'Asie, mon domaine de formation universitaire, que sur le Moyen-Orient ».
- The Sorrows of Empire : Militarism, Secrecy, and the End of the Republic

Chalmers Johnson résume l'intention de Blowback dans le dernier chapitre de Nemesis. Il résume l'intention de The Sorrows of Empire dans le dernier chapitre de Nemesis.
« The Sorrows of Empire a été écrit pendant la préparation et le lancement des invasions et de l'occupation de l'Afghanistan et de l'Irak. J'ai commencé à étudier l'accroissement continu de notre puissance militaire depuis la Seconde Guerre mondiale et les 737 bases militaires que nous détenons actuellement dans des pays étrangers. Cet empire de bases est la manifestation concrète de notre hégémonie globale, et beaucoup de guerres, génératrices de représailles, que nous avons menées avaient pour véritable but de soutenir et d'élargir ce réseau. Nous ne considérons pas ces déploiements outre-mer sont une forme d'empire; en fait, la plupart des américains n'y pensent même pas, jusqu'à ce que quelque chose de vraiment choquant, comme la façon dont les prisonniers sont traités au Camp de Guantánamo, les rappelle à notre souvenir. Mais les gens qui habitent tout près de ces bases et qui ont affaire à ces soldats qui plastronnent, qui se bagarrent et qui parfois violent leurs femmes pensent certainement que ce sont des enclaves impériales, tout comme le peuple de l'Ibérie ancienne ou l'Inde du dix-neuvième siècle savait qu'il était victime de la colonisation étrangère ».
- Nemesis : The Last Days of the American Republic

Chalmers Johnson a résumé l'objectif de Blowback dans le dernier chapitre de Nemesis.
« Dans Nemesis, je tente de présenter des preuves historiques, politiques, économiques, et philosophiques qui montrent ce à quoi notre comportement actuel a toutes les chances de nous mener. Pour être précis, je crois que la gestion de notre empire à l'étranger demande des ressources et des engagements qui amoindriront inévitablement notre démocratie nationale et, finalement, produira une dictature militaire ou son équivalent civil. Les fondateurs de notre nation l'ont bien compris et ont essayé de créer une forme de gouvernement, une république, qui empêcherait cela d'arriver. Mais la combinaison d'armées permanentes gigantesques, des guerres presque continuelles, du Keynésianisme militaire, et des dépenses militaires ruineuses ont détruit notre structure républicaine en faveur d'une présidence impériale. Nous sommes sur le point de perdre notre démocratie pour garder notre empire. Dès l'instant où une nation se hasarde sur ce terrain, les dynamiques qui s'appliquent à tous les empires entrent en jeu, l'isolation, la sur-extension, le rassemblement des forces opposées à l'impérialisme, la faillite.
La justice distributive de Némésis traque notre nation et s'apprête à mettre un terme à sa liberté ».
- Dismantling the Empire

Johnson décrit de quelle façon les États-Unis peuvent renverser l'hégémonie américaine et préserver l’État américain.
« Dismantling the Empire est référencé par la CIA dans The Intelligence Officer's Bookshelf : Intelligence in Recent Public Literature », compilé et revu par Hayden B. Peake.

## Publications
- (en) Chalmers Ashby Johnson, Peasant Nationalism and Communist Power : The Emergence of Revolutionary China, 1937-1945, Stanford University Press, 1962, 1er juin 1962 éd., 256 p. (ISBN 978-0-8047-0074-0 et 0-8047-0074-5, lire en ligne)
- (en) Chalmers Ashby Johnson, An Instance of Treason : Ozaki Hotsumi and the Sorge Spy Ring, Diane Pub Co, 1964; augmenté en novembre 1999 éd. (ISBN 978-0-7881-6748-5 et 0-7881-6748-0, lire en ligne)
- (en) Chalmers Ashby Johnson, Revolutionary Change, Little Brown & Company, janvier 1966 éd. (ISBN 978-0-316-46730-8 et 0-316-46730-8, lire en ligne)
- (en) Jeremy R. Azrael et Chalmers A. Johnson, Change in Communist Systems, Stanford University Press, 1970, 1970e éd., 368 p. (ISBN 978-0-8047-0723-7 et 0-8047-0723-5, lire en ligne)
- (en) Chalmers Ashby Johnson, Peasant Nationalism and Communist Power, Stanford University Press, 1er juin 1962 éd., 470 p. (ISBN 978-0-520-02063-4 et 0-520-02063-4, lire en ligne)
- (en) John Israel et Chalmers A. Johnson, Ideology and Politics in Contemporary China, University of Washington Press, 13 avril 1972 éd., 528 p. (ISBN 978-0-295-95247-5 et 0-295-95247-4)
- (en) Chalmers A. Johnson, Japan's Public Policy Companies, Aei Pr, 1978, juin 1978 éd., 173 p. (ISBN 978-0-8447-3272-5 et 0-8447-3272-9)
- (en) Chalmers A. Johnson, MITI and the Japanese Miracle : The Growth of Industrial Policy, 1925-1975, Stanford University Press, 1982, 1er juin 1982 éd., 393 p. (ISBN 978-0-8047-1206-4 et 0-8047-1206-9, lire en ligne)
- (en) Chalmers A. Johnson, Japan's Public Policy Companies, Aei Pr, 1984, juin 1984 éd., 275 p. (ISBN 978-0-917616-65-5 et 0-917616-65-0)
- (en) Chalmers A. Johnson, Laura D'Andrea Tyson, Politics and productivity : the real story of why Japan works, HarperBusiness,U.S., Mars 1989 éd., 332 p. (ISBN 978-0-88730-350-0 et 0-88730-350-1)
- (en) Chalmers A. Johnson, Japan : Who Governs?– The Rise of the Developmental State, W. W. Norton & Company, 1995, 1er septembre 1994 éd., 384 p. (ISBN 978-0-393-31450-2 et 0-393-31450-2, lire en ligne)
- (en) Chalmers Ashby Johnson, Blowback, Second Edition : The Costs and Consequences of American Empire, Holt Paperbacks, 4 janvier 2004 éd., 288 p. (ISBN 978-0-8050-7559-5 et 0-8050-7559-3, lire en ligne)
- (en) Chalmers Ashby Johnson, The Sorrows of Empire : Militarism, Secrecy, and the End of the Republic, Metropolitan Books, 2004, 13 janvier 2004 éd., 389 p. (ISBN 978-0-8050-7004-0 et 0-8050-7004-4, lire en ligne)
- (en) Chalmers Ashby Johnson, Nemesis : The Last Days of the American Republic, Metropolitan Books, 2006, 6 février 2007 éd., 354 p. (ISBN 978-0-8050-7911-1 et 0-8050-7911-4, lire en ligne)
- (en) Chalmers Ashby Johnson, Dismantling the Empire : America's Last Best Hope, Metropolitan Books, 2010, 17 août 2010 éd., 224 p. (ISBN 978-0-8050-9303-2 et 0-8050-9303-6, lire en ligne)

## Audio et vidéo
- Audio interview mars 2010 sur Media Matters avec Robert W. McChesney
- Video/Audio: Chalmers Johnson on the military-industrial complex 4–7 octobre 2008 sur The Real News avec Paul Jay
- Audio: Is America on the brink of destruction through imperial over-reach?
- Audio interview février 2007 sur Democracy Now! avec Amy Goodman
- Chalmers Johnson, Evil Empire, A Talk by Chalmers Johnson, mondayMEDIA DVD, 2006, Listing on Allrovi.com
- Audio interview avril 2004 sur Behind the News avec Doug Henwood
- [vidéo] « Interview vidéo : Decline of Empires : The Signs of Decay par Ecological Options Network », sur YouTube